# إندانتادول
إندانتادول (بالإنجليزية:  Indantadol)‏ ويعرف بالاسم التجاري إندانتادول (بالإنجليزية:  Indantadol)‏ هو دواء يستخدم لعلاج ألم الاعتلال العصبي والسعال المزمن.